# Скупштина Аутономне Покрајине Војводине
Скупштина Аутономне Покрајине Војводине је највиши представнички орган АП Војводине. Чини је 120 посланика. Председник скупштине је Балинт Јухас, СВМ.

## Скупштински одбори
У Скупштини АП Војводине постоји 20 сталних скупштинских одбора:
- за питања уставно-правног положаја покрајине
- за сарадњу са одборима Народне скупштине у остваривању надлежности покрајине
- за прописе
- за привреду
- за пољопривреду
- за урбанизам, просторно планирање и заштиту животне средине
- за буџет и финансије
- за образовање, науку, културу, омладину и спорт
- за здравство, социјалну политику и рад
- за демографску политику и друштвену бригу о деци
- за информисање
- за представке и предлоге
- за организацију управе и локалну самоуправу
- за административна и мандата питања
- за утврђивање истоветности покрајинских прописа на језицима у службеној употреби
- за безбедност
- за приватизацију
- за европске интеграције и међурегионалну сарадњу
- за равноправност полова и
- за националну равноправност.

## Посланичке групе
Актуелни сазив Скупштине Аутономне покрајине Војводине конституисан је на седници одржаној 9. фебруара 2024. године.
У Скупштини АП Војводине тренутно делује 9 посланичких група:
| Посланичке групе       | Посланичке групе | Места |
| ---------------------- | --- | ----- |
| Власт и подршка власти | Власт и подршка власти | 83    |
|                        | „АЛЕКСАНДАР ВУЧИЋ - Србија не сме да стане“ | 62    |
|                        | "Социјалистичка партија Србије (СПС) - Јединствена Србија (ЈС)"                                                                                             | 7     |
|                        | "Vajdasági Magyar Szövetség - Elnökünkért, közösségünkért, a jövőért! - Савез војвођанских Мађара - За нашег Председника, за нашу заједницу, за будућност!" | 9     |
|                        | "Напред Војводино" | 5     |
| Опозиција              | Опозиција | 37    |
|                        | "Странка слободе и правде" | 9     |
|                        | "Демократска странка - Покрет слободних грађана" | 6     |
|                        | "Србија Центар (СРЦЕ) - Зелено-леви Фронт (ЗЛФ) - Покрет за ПРЕОКРЕТ (ПЗП)"                                                                                 | 8     |
|                        | "Народни покрет Србије - Еколошки устанак" | 7     |
|                        | "НОВИ ДСС - ПОКС (НАДА)" | 7     |

Скупштини Војводине је за свој рад било одговорно Извршно веће Војводине, извршни орган покрајине. Након ступања на снагу новог Статута АП Војводине, Скупштини Војводине је одговорна Покрајинска влада.